# 앤디 로딕
앤드류 스티븐 “앤디” 로딕(Andrew Stephen "Andy" Roddick, 1982년 8월 30일 ~ )은 전 세계 랭킹 1위였던 미국의 은퇴한 프로 테니스 선수이다. 오마하에서 태어나 11세까지 오스틴에서 자란 그는 2000년 US 오픈 주니어 단식에서 우승한 직후 프로에 데뷔했으며, 데뷔 초부터 피트 샘프라스와 안드레 애거시의 뒤를 이을 미국 테니스계의 차세대 스타로 주목받았다. 데뷔 이듬해인 2001년 세계 랭킹 20위권에 진입했으며, 2003년에는 US 오픈 단식에서 우승을 차지했다.
앤디 로딕은 강서브로 특히 유명해서 '대포알 서버', '로켓 서버', '광(光)서버' 등의 별칭으로 자주 불렸다. 또한 그만의 특유한 서브 동작은 '로딕 서브'로 불리기도 한다. 2004년 2월 시속 241.3km의 서브를 넣어 서브 속도 신기록을 세웠으며, 2004년 4월 데이비스 컵 월드그룹 8강전에서 시속 244.6km의 서브 속도를 기록하면서 자신이 작성했던 종전 세계 기록을 재차 갱신했다.
그는 2002년부터 2004년까지 미국의 영화배우 겸 가수인 맨디 무어와 연인 관계를 유지하기도 했다. 2009년 미국 패션모델 데커와 결혼하였다.
2012년 8월 30일, 2012 US 오픈 대회 기간 중에 있었던 그의 생일에 그는 대회가 끝난 뒤 은퇴할 것임을 발표하였다. 그는 이 대회 4회전에서 후안 마르틴 델 포트로에게 패하면서 프로 테니스계에서 은퇴하였고, 이후 그는 그가 세운 앤디 로딕 재단의 일에 전념하게 되었다.

## 메이저 대회 결승 전적

### 그랜드 슬램 결승

#### 단식: 5 (우승 1, 준우승 4)
| 결과   | 연도 | 대회       | 코트 | 결승 상대            | 스코어                          |
| 우승   | 2003 | US 오픈    | 하드 | 후안 카를로스 페레로 | 6–3, 7–6(2), 6–3                |
| 준우승 | 2004 | 윔블던 (1) | 잔디 | 로저 페더러          | 6–4, 5–7, 6–7(3), 4–6           |
| 준우승 | 2005 | 윔블던 (2) | 잔디 | 로저 페더러          | 2–6, 6–7(2), 4–6                |
| 준우승 | 2006 | US 오픈    | 하드 | 로저 페더러          | 2–6, 6–4, 5–7, 1–6              |
| 준우승 | 2009 | 윔블던 (3) | 잔디 | 로저 페더러          | 7–5, 6–7(6), 6–7(5), 6–3, 14–16 |

### 마스터스 시리즈 결승

#### 단식: 9 (우승 5, 준우승 4)
| 결과   | 연도 | 대회                         | 코트 | 결승 상대            | 스코어                   |
| 준우승 | 2002 | 캐나다 마스터스 (토론토) (1) | 하드 | 기예르모 카냐스      | 6–4, 7–5                 |
| 우승   | 2003 | 캐나다 마스터스 (몬트리얼)   | 하드 | 다비드 날반디안      | 6–1, 6–3                 |
| 우승   | 2003 | 신시내티 마스터스            | 하드 | 마디 피시            | 4–6, 7–6(7–3), 7–6(7–4)  |
| 우승   | 2004 | 마이애미 마스터스            | 하드 | 기예르모 코리아      | 6–7(2–7), 6–3, 6–1, 기권 |
| 준우승 | 2004 | 캐나다 마스터스 (토론토) (2) | 하드 | 로저 페더러          | 7–5, 6–3                 |
| 준우승 | 2005 | 신시내티 마스터스            | 하드 | 로저 페더러          | 6–3, 7–5                 |
| 우승   | 2006 | 신시내티 마스터스 (2)        | 하드 | 후안 카를로스 페레로 | 6–3, 6–4                 |
| 준우승 | 2010 | 인디언 웰즈 마스터스         | 하드 | 이반 류비치치        | 6–7(3–7), 6–7(5–7)       |
| 우승   | 2010 | 마이애미 마스터스 (2)        | 하드 | 토마시 베르디흐      | 7–5, 6–4                 |

#### 복식: 1 (우승 1)
| 결과 | 연도 | 대회                 | 코트 | 파트너    | 결승 상대           | 스코어            |
| 우승 | 2009 | 인디언 웰즈 마스터스 | 하드 | 마디 피시 | 막스 미르니 앤디 램 | 3–6, 6–1, [14-12] |

## 같이 보기
- 월드 팀테니스